# Vitis International Variety Catalogue
Vitis International Variety Catalogue – afgekort VIVC – is een database waarin de officiële  rassen van wijnstokken – die bekend zijn binnen de familie van de Vitis – staan opgeslagen. VIVC wordt beheerd door het Julius Kühn-Institut op het centrum "Grapevine Breeding Geilweilerhof" in Siebeldingen, Rijnland-Palts.
Het opzetten van de database startte in 1983. Sinds 1996 is deze online toegankelijk.
De oprichting van deze databank werd ondersteund door de organisaties Internationale Organisatie voor Wijnbouw en Wijnbereiding en de alliantie Bioversity International en "International Center for Tropical Agriculture (CIAT)"
De primaire doelstelling van de VIVC-database is om gegevens te verzamelen die door druiventelers, ampelologen en andere belanghebbende partijen kunnen worden gebruikt.

## Omvang
Op het publieke domein van VIVC is informatie van 130 internationale instellingen uit 45 landen geëvalueerd en ingevoerd. Per januari 2020 staan in de database meer dan 23.000 variëteiten.

## Bron
- Vitis International Variety Catalogue VIVC